# Liste des monuments historiques de Kasterlee
Cette page regroupe l'ensemble des monuments classés de la ville de Kasterlee.
| Objet                                                   | Statut du classement? | Année de construction/architecte | Section communale | Adresse               | Coordonnées                      | Numéro d'inventaire | Illustration                                    |
| ------------------------------------------------------- | --------------------- | -------------------------------- | ----------------- | --------------------- | -------------------------------- | ------------------- | ----------------------------------------------- |
| (nl) Sint-Rochuskapel                                   |                       |                                  | Kasterlee         | De Maneschijn         | 51° 14′ 15″ nord, 4° 58′ 53″ est | 47274               | Téléverser                                      |
| (nl) Enkelhuis                                          |                       |                                  | Kasterlee         | Geelsebaan 7          | 51° 14′ 24″ nord, 4° 58′ 05″ est | 47275               | Téléverser                                      |
| (nl) Keeses Molen, houten standaardmolen                | Oui                   |                                  | Kasterlee         | Geelsebaan            | 51° 14′ 03″ nord, 4° 58′ 19″ est | 47276               | (nl) Keeses Molen, houten standaardmolen        |
| (nl) Brits militair kerkhof                             | Oui                   |                                  | Kasterlee         | Geelsebaan            | 51° 14′ 03″ nord, 4° 58′ 15″ est | 47277               | Téléverser                                      |
| (nl) Boerenhuisje                                       |                       |                                  | Kasterlee         | Geelsebaan 135        | 51° 13′ 18″ nord, 4° 58′ 30″ est | 47278               | Téléverser                                      |
| (nl) Eengezinswoning                                    |                       |                                  | Kasterlee         | Goor 39               | 51° 13′ 26″ nord, 4° 57′ 06″ est | 47279               | Téléverser                                      |
| (nl) Vernieuwd woonhuis                                 |                       |                                  | Kasterlee         | Goor 53               | 51° 13′ 25″ nord, 4° 57′ 03″ est | 47280               | Téléverser                                      |
| (nl) Hoeve met losstaande bestanddelen                  |                       |                                  | Kasterlee         | Grootrees 66          | 51° 16′ 27″ nord, 4° 58′ 42″ est | 47281               | Téléverser                                      |
| (nl) Kapelhoef, hoeve                                   |                       |                                  | Kasterlee         | Grootrees 69          | 51° 16′ 29″ nord, 4° 58′ 33″ est | 47282               | Téléverser                                      |
| (nl) Langgestrekte hoeve                                |                       |                                  | Kasterlee         | Grootrees 76          | 51° 16′ 31″ nord, 4° 58′ 47″ est | 47283               | Téléverser                                      |
| (nl) Aangepaste hoeve                                   |                       |                                  | Kasterlee         | Grootrees 80          | 51° 16′ 36″ nord, 4° 58′ 50″ est | 47284               | Téléverser                                      |
| (nl) De Drie Klaverkens, woning                         |                       |                                  | Kasterlee         | Grootreesdijk 122     | 51° 15′ 24″ nord, 4° 58′ 11″ est | 47285               | Téléverser                                      |
| (nl) Kapel                                              |                       |                                  | Kasterlee         | Hoeven                | 51° 15′ 46″ nord, 5° 01′ 24″ est | 47286               | Téléverser                                      |
| (nl) Den Eyck, woning, feestzaal / restaurant           |                       |                                  | Kasterlee         | Houtum 39             | 51° 13′ 55″ nord, 4° 58′ 39″ est | 47287               | Téléverser                                      |
| (nl) Watermolen van Houtem                              |                       |                                  | Kasterlee         | Houtum 61             | 51° 13′ 42″ nord, 4° 58′ 46″ est | 47288               | Téléverser                                      |
| (nl) Watermolen van Houtem                              |                       |                                  | Kasterlee         | Houtum 63             | 51° 13′ 42″ nord, 4° 58′ 46″ est | 47288               | Téléverser                                      |
| (nl) Hoeve, afspanning In Den Kleynen Doorenboom        |                       |                                  | Kasterlee         | Houtum 90             | 51° 13′ 46″ nord, 4° 58′ 35″ est | 47289               | Téléverser                                      |
| (nl) Kapel Onze-Lieve-Vrouw van Bijstand der Christenen |                       |                                  | Kasterlee         | Isschot               | 51° 14′ 52″ nord, 4° 58′ 50″ est | 47290               | Téléverser                                      |
| (nl) Dwarsschuur                                        |                       |                                  | Kasterlee         | Isschot 6             | 51° 14′ 55″ nord, 4° 58′ 55″ est | 47291               | Téléverser                                      |
| (nl) Langgestrekte hoeve                                |                       |                                  | Kasterlee         | Isschot 15            | 51° 15′ 05″ nord, 4° 59′ 15″ est | 47292               | Téléverser                                      |
| (nl) Langgestrekte hoeve                                |                       |                                  | Kasterlee         | Isschot 32            | 51° 15′ 04″ nord, 4° 59′ 18″ est | 47293               | Téléverser                                      |
| (nl) Gerenoveerde hoeve en lemen langsschuur            | Oui                   |                                  | Kasterlee         | Isschot 36            | 51° 15′ 02″ nord, 4° 59′ 22″ est | 47294               | Téléverser                                      |
| (nl) Sint-Annakapel                                     |                       |                                  | Kasterlee         | Kempenstraat          | 51° 14′ 19″ nord, 4° 57′ 29″ est | 47295               | Téléverser                                      |
| (nl) Woonstalhuis                                       |                       |                                  | Kasterlee         | Kleinrees 24          | 51° 16′ 01″ nord, 4° 57′ 43″ est | 47296               | Téléverser                                      |
| (nl) Hoeve                                              |                       |                                  | Kasterlee         | Kleinrees 42          | 51° 16′ 06″ nord, 4° 57′ 46″ est | 47297               | Téléverser                                      |
| (nl) Onze-Lieve-Vrouwekapel                             |                       |                                  | Kasterlee         | Kleinrees             | 51° 16′ 10″ nord, 4° 57′ 49″ est | 47298               | Téléverser                                      |
| (nl) Langgestrekte hoeve                                |                       |                                  | Kasterlee         | Kluis 3               | 51° 15′ 35″ nord, 4° 59′ 21″ est | 47299               | Téléverser                                      |
| (nl) Dwarsschuur                                        |                       |                                  | Kasterlee         | Kluis 19              | 51° 15′ 46″ nord, 4° 59′ 27″ est | 47300               | Téléverser                                      |
| (nl) Onze-Lieve-Vrouwekapelletje                        |                       |                                  | Kasterlee         | Kluis 22              | 51° 15′ 35″ nord, 4° 59′ 25″ est | 47301               | Téléverser                                      |
| (nl) Schaapherderswoning 't Schaepershuis               |                       |                                  | Kasterlee         | Kluis 23              | 51° 15′ 52″ nord, 4° 59′ 29″ est | 47302               | Téléverser                                      |
| (nl) Woonhuis                                           |                       |                                  | Kasterlee         | Kluis 30              | 51° 15′ 53″ nord, 4° 59′ 33″ est | 47303               | Téléverser                                      |
| (nl) Hotel Kastelhof, alleenstaand dubbelhuis           |                       |                                  | Kasterlee         | Lichtaartsebaan 33    | 51° 14′ 19″ nord, 4° 57′ 31″ est | 47304               | Téléverser                                      |
| (nl) De Dennen, constructie in nieuwe zakelijkheid      |                       |                                  | Kasterlee         | Lichtaartsebaan 79    | 51° 14′ 02″ nord, 4° 56′ 43″ est | 47305               | Téléverser                                      |
| (nl) Breedhuis, onderwijzerswoning, later gemeentehuis  |                       |                                  | Kasterlee         | Markt 1               | 51° 14′ 29″ nord, 4° 58′ 05″ est | 47306               | Téléverser                                      |
| (nl) Hoekhuis                                           |                       |                                  | Kasterlee         | Markt 14              | 51° 14′ 25″ nord, 4° 58′ 04″ est | 47307               | Téléverser                                      |
| (nl) Hoekhuis, In de Valk Afspanning                    |                       |                                  | Kasterlee         | Markt 19              | 51° 14′ 25″ nord, 4° 58′ 01″ est | 47308               | Téléverser                                      |
| (nl) Parochiekerk Sint-Willibrordus                     |                       |                                  | Kasterlee         | Markt                 | 51° 14′ 26″ nord, 4° 57′ 59″ est | 47309               | (nl) Parochiekerk Sint-Willibrordus             |
| (nl) Huis Dierckx, herenhuis                            |                       |                                  | Kasterlee         | Markt 39              | 51° 14′ 28″ nord, 4° 58′ 02″ est | 47310               | Téléverser                                      |
| (nl) Den Bonten Hannen, dubbelhuis                      |                       |                                  | Kasterlee         | Mgr. Cardijnstraat 34 | 51° 14′ 23″ nord, 4° 57′ 51″ est | 47311               | Téléverser                                      |
| (nl) Dubbelhuis                                         |                       |                                  | Kasterlee         | Mgr. Heylenstraat 10  | 51° 14′ 21″ nord, 4° 57′ 56″ est | 47312               | Téléverser                                      |
| (nl) Gemeentelijke lagere school                        |                       |                                  | Kasterlee         | Mgr. Heylenstraat 24  | 51° 14′ 18″ nord, 4° 57′ 52″ est | 47313               | Téléverser                                      |
| (nl) Bibliotheek en ontmoetingscentrum, pastorie        | Oui                   |                                  | Kasterlee         | Pastorijstraat 10     | 51° 14′ 26″ nord, 4° 57′ 50″ est | 47314               | Téléverser                                      |
| (nl) Alleenstaand dubbelhuis                            |                       |                                  | Kasterlee         | Pastorijstraat 13     | 51° 14′ 24″ nord, 4° 57′ 51″ est | 47315               | Téléverser                                      |
| (nl) Sint-Jozefkapel                                    |                       |                                  | Kasterlee         | Sint-Jozefstraat      | 51° 14′ 13″ nord, 4° 57′ 49″ est | 47316               | Téléverser                                      |
| (nl) Onze-Lieve-Vrouwekapel                             |                       |                                  | Kasterlee         | Terlo                 | 51° 14′ 41″ nord, 4° 59′ 47″ est | 47317               | Téléverser                                      |
| (nl) Langgestreke hoeve                                 |                       |                                  | Kasterlee         | Terlo 41              | 51° 14′ 42″ nord, 4° 59′ 43″ est | 47318               | Téléverser                                      |
| (nl) De Beermolen of Oostmolen                          | Oui                   |                                  | Kasterlee         | Terlo 177             | 51° 14′ 44″ nord, 5° 00′ 07″ est | 47319               | (nl) De Beermolen of Oostmolen                  |
| (nl) Buitenverblijf Peeters                             |                       |                                  | Kasterlee         | Turnhoutsebaan 185A   | 51° 15′ 35″ nord, 4° 57′ 39″ est | 47320               | Téléverser                                      |
| (nl) Zwarte Molen of molen van Peinen                   |                       |                                  | Kasterlee         | Turnhoutsebaan        | 51° 15′ 38″ nord, 4° 57′ 36″ est | 47321               | Téléverser                                      |
| (nl) Onze-Lieve-Vrouwekapel                             |                       |                                  | Kasterlee         | Vorsel                | 51° 15′ 09″ nord, 5° 00′ 06″ est | 47322               | Téléverser                                      |
| (nl) Woonstalhuis                                       |                       |                                  | Kasterlee         | Vorsel 7              | 51° 15′ 14″ nord, 5° 00′ 07″ est | 47323               | Téléverser                                      |
| (nl) Gerenoveerde hoeve                                 |                       |                                  | Kasterlee         | Vorsel 14             | 51° 15′ 25″ nord, 5° 00′ 04″ est | 47324               | Téléverser                                      |
| (nl) Gerenoveerde hoeve                                 |                       |                                  | Kasterlee         | Vorsel 34             | 51° 15′ 20″ nord, 5° 00′ 39″ est | 47325               | Téléverser                                      |
| (nl) Hoeve                                              |                       |                                  | Kasterlee         | Vorsel 37             | 51° 15′ 26″ nord, 5° 00′ 35″ est | 47326               | Téléverser                                      |
| (nl) Heemerf Waaiberg                                   |                       |                                  | Kasterlee         | Doornboom 1           | 51° 14′ 00″ nord, 4° 58′ 22″ est | 47327               | Téléverser                                      |
| (nl) Kapel Onze-Lieve-Vrouw van Smarten                 |                       |                                  | Kasterlee         | Weverstraat           | 51° 13′ 48″ nord, 4° 58′ 22″ est | 47328               | Téléverser                                      |
| (nl) Woonstalhuis                                       |                       |                                  | Lichtaart         | Achterlee 75          | 51° 13′ 24″ nord, 4° 53′ 00″ est | 47329               | Téléverser                                      |
| (nl) Kapel Onze-Lieve-Vrouw van het Heilig Hart         |                       |                                  | Lichtaart         | Achterlee 85          | 51° 13′ 28″ nord, 4° 53′ 03″ est | 47330               | Téléverser                                      |
| (nl) Aangepaste hoeve                                   |                       |                                  | Lichtaart         | De Bergen 13          | 51° 13′ 35″ nord, 4° 54′ 53″ est | 47331               | Téléverser                                      |
| (nl) Aangepaste hoeve                                   |                       |                                  | Lichtaart         | De Bergen 15          | 51° 13′ 35″ nord, 4° 54′ 53″ est | 47331               | Téléverser                                      |
| (nl) Aangepaste hoeve                                   |                       |                                  | Lichtaart         | De Bergen 9           | 51° 13′ 35″ nord, 4° 54′ 53″ est | 47331               | Téléverser                                      |
| (nl) Hoeve                                              |                       |                                  | Lichtaart         | Driesstraat 1         | 51° 14′ 09″ nord, 4° 55′ 07″ est | 47332               | Téléverser                                      |
| (nl) Langgestrekte hoeve                                |                       |                                  | Lichtaart         | Hoebenschot 31        | 51° 13′ 38″ nord, 4° 53′ 40″ est | 47333               | Téléverser                                      |
| (nl) Aangepaste en vervallen hoeve                      |                       |                                  | Lichtaart         | Hoebenschot 37        | 51° 13′ 38″ nord, 4° 53′ 35″ est | 47334               | Téléverser                                      |
| (nl) Hof ter Heide, landhuis                            |                       |                                  | Lichtaart         | Hof ter Heidedreef 1  | 51° 12′ 22″ nord, 4° 53′ 44″ est | 47335               | Téléverser                                      |
| (nl) Rielenkapel                                        | Oui                   |                                  | Lichtaart         | Hoge Rielen           | 51° 15′ 04″ nord, 4° 57′ 05″ est | 47336               | Téléverser                                      |
| (nl) De Buitenmuur, langgestrekte hoeve                 |                       |                                  | Lichtaart         | Kleine Winkel 1       | 51° 15′ 39″ nord, 4° 56′ 11″ est | 47337               | Téléverser                                      |
| (nl) Onze-Lieve-Vrouwekapel                             |                       |                                  | Lichtaart         | Klein Plaats          | 51° 13′ 46″ nord, 4° 55′ 23″ est | 47338               | Téléverser                                      |
| (nl) Vrije basisschool, school- en kloostergebouw       |                       |                                  | Lichtaart         | Kloosterstraat 2      | 51° 13′ 25″ nord, 4° 55′ 16″ est | 47339               | Téléverser                                      |
| (nl) Hoeve met woonstalhuis en Kempische schuur         |                       |                                  | Lichtaart         | Lage Rielen 20        | 51° 15′ 16″ nord, 4° 56′ 28″ est | 47340               | Téléverser                                      |
| (nl) Gerenoveerde langgestrekte hoeve                   |                       |                                  | Lichtaart         | Lamstraat 1           | 51° 13′ 40″ nord, 4° 54′ 54″ est | 47341               | Téléverser                                      |
| (nl) Rest van 19de-eeuwse hoeve                         |                       |                                  | Lichtaart         | Lamstraat 2           | 51° 13′ 38″ nord, 4° 54′ 56″ est | 47342               | Téléverser                                      |
| (nl) Parochiekerk Onze-Lieve-Vrouw                      |                       |                                  | Lichtaart         | Leistraat             | 51° 13′ 28″ nord, 4° 55′ 12″ est | 47343               | (nl) Parochiekerk Onze-Lieve-Vrouw              |
| (nl) Alleenstaand dubbelhuis                            |                       |                                  | Lichtaart         | Leistraat 34          | 51° 13′ 30″ nord, 4° 55′ 15″ est | 47344               | Téléverser                                      |
| (nl) Eenheidsbebouwing                                  |                       |                                  | Lichtaart         | Leistraat 36          | 51° 13′ 30″ nord, 4° 55′ 14″ est | 47345               | Téléverser                                      |
| (nl) Eenheidsbebouwing                                  |                       |                                  | Lichtaart         | Leistraat 38          | 51° 13′ 30″ nord, 4° 55′ 14″ est | 47345               | Téléverser                                      |
| (nl) Neotraditioneel dubbelhuis                         |                       |                                  | Lichtaart         | Leistraat 58          | 51° 13′ 29″ nord, 4° 55′ 08″ est | 47346               | Téléverser                                      |
| (nl) Dubbelhuis                                         |                       |                                  | Lichtaart         | Leistraat 69          | 51° 13′ 26″ nord, 4° 54′ 59″ est | 47347               | Téléverser                                      |
| (nl) Alleenstaande villa, dubbelhuis                    |                       |                                  | Lichtaart         | Leistraat 77          | 51° 13′ 27″ nord, 4° 54′ 55″ est | 47348               | Téléverser                                      |
| (nl) Alleenstaand dubbelhuis                            |                       |                                  | Lichtaart         | Lentestraat 2         | 51° 13′ 31″ nord, 4° 55′ 08″ est | 47349               | Téléverser                                      |
| (nl) Alleenstaand dubbelhuis                            |                       |                                  | Lichtaart         | Lentestraat 8         | 51° 13′ 31″ nord, 4° 55′ 12″ est | 47350               | Téléverser                                      |
| (nl) Sint-Jozefkapel                                    | Oui                   |                                  | Lichtaart         | Pastoor Dergentstraat | 51° 13′ 17″ nord, 4° 55′ 53″ est | 47351               | Téléverser                                      |
| (nl) Voormalige pastorie                                | Oui                   |                                  | Lichtaart         | Plaats 2              | 51° 13′ 35″ nord, 4° 55′ 27″ est | 47352               | Téléverser                                      |
| (nl) Gemeentelijke lagere school                        |                       |                                  | Lichtaart         | Schoolstraat 33       | 51° 13′ 24″ nord, 4° 55′ 12″ est | 47354               | Téléverser                                      |
| (nl) Sint-Rochuskapel                                   |                       |                                  | Lichtaart         | Sint-Rochusstraat     | 51° 13′ 05″ nord, 4° 55′ 21″ est | 47355               | Téléverser                                      |
| (nl) Dubbelhuis                                         |                       |                                  | Lichtaart         | Tielensteenweg 22     | 51° 13′ 35″ nord, 4° 55′ 00″ est | 47356               | Téléverser                                      |
| (nl) Kapel Onze-Lieve-Vrouw in 't Zand                  | Oui                   |                                  | Lichtaart         | Zandstraat            | 51° 13′ 27″ nord, 4° 54′ 28″ est | 47357               | Téléverser                                      |
| (nl) Vrijstaand woonstalhuisje                          |                       |                                  | Tielen            | Broekstraat 14        | 51° 14′ 26″ nord, 4° 53′ 50″ est | 47358               | Téléverser                                      |
| (nl) Wegkapel                                           |                       |                                  | Tielen            | Hoek                  | 51° 14′ 36″ nord, 4° 52′ 42″ est | 47360               | Téléverser                                      |
| (nl) Complex, gemeentelijke jongensschool               |                       |                                  | Tielen            | Kerkstraat 3          | 51° 14′ 31″ nord, 4° 53′ 55″ est | 47362               | Téléverser                                      |
| (nl) Alleenstaand hoekpand                              |                       |                                  | Tielen            | Kerkstraat 50         | 51° 14′ 37″ nord, 4° 54′ 05″ est | 47364               | Téléverser                                      |
| (nl) De Muyzerd, afspanning                             |                       |                                  | Tielen            | Kerkstraat 117        | 51° 14′ 47″ nord, 4° 54′ 26″ est | 47366               | Téléverser                                      |
| (nl) Vrijstaand burgerhuis                              |                       |                                  | Tielen            | Nieuwstraat 6         | 51° 14′ 35″ nord, 4° 53′ 51″ est | 47368               | Téléverser                                      |
| (nl) Kapel Onze-Lieve-Vrouw van Bijstand                | Oui                   |                                  | Tielen            | Prijstraat            | 51° 15′ 11″ nord, 4° 53′ 26″ est | 47370               | Téléverser                                      |
| (nl) Villa                                              |                       |                                  | Tielen            | Spoorwegstraat 26     | 51° 14′ 31″ nord, 4° 53′ 37″ est | 47373               | Téléverser                                      |
| (nl) Villa                                              |                       |                                  | Tielen            | Spoorwegstraat 27     | 51° 14′ 31″ nord, 4° 53′ 37″ est | 47373               | Téléverser                                      |
| (nl) Wegkapel                                           |                       |                                  | Tielen            | Spoorwegstraat        | 51° 14′ 58″ nord, 4° 54′ 01″ est | 47374               | Téléverser                                      |
| (nl) Station                                            |                       |                                  | Tielen            | Stationsplein 6       | 51° 14′ 31″ nord, 4° 53′ 41″ est | 47375               | Téléverser                                      |
| (nl) Parochiekerk Sint-Margaretha                       |                       |                                  | Tielen            | Tielendorp            | 51° 14′ 30″ nord, 4° 53′ 49″ est | 47376               | (nl) Parochiekerk Sint-Margaretha               |
| (nl) Neoclassicistisch gebouw, oud gemeentehuis         |                       |                                  | Tielen            | Tielendorp 1          | 51° 14′ 31″ nord, 4° 53′ 48″ est | 47377               | (nl) Neoclassicistisch gebouw, oud gemeentehuis |
| (nl) Gesubsidieerde Vrije Basisschool                   |                       |                                  | Tielen            | Tielendorp 43         | 51° 14′ 27″ nord, 4° 53′ 58″ est | 47378               | Téléverser                                      |
| (nl) Villa in neotraditionele stijl                     |                       |                                  | Tielen            | Tielendorp 51         | 51° 14′ 25″ nord, 4° 54′ 00″ est | 47379               | Téléverser                                      |
| (nl) Villa in neotraditionele stijl                     |                       |                                  | Tielen            | Tielendorp 53         | 51° 14′ 25″ nord, 4° 54′ 00″ est | 47379               | Téléverser                                      |
| (nl) Watermolen                                         | Oui                   |                                  | Tielen            | Watermolenstraat 6    | 51° 14′ 47″ nord, 4° 52′ 31″ est | 47380               | Téléverser                                      |
| (nl) Gerenoveerde langgestrekte hoeve                   |                       |                                  | Tielen            | Gierlebaan 99         | 51° 14′ 52″ nord, 4° 53′ 21″ est | 47382               | Téléverser                                      |
| (nl) Tielenhof, middeleeuws kasteel                     |                       |                                  | Tielen            | Hofdreef 27           | 51° 14′ 52″ nord, 4° 53′ 48″ est | 47384               | Téléverser                                      |
| (nl) Dorpswoning                                        |                       |                                  | Tielen            | Kerkstraat 14         | 51° 14′ 30″ nord, 4° 53′ 59″ est | 47386               | Téléverser                                      |
| (nl) Wegkapel toegewijd aan Onze-Lieve-Vrouw            |                       |                                  | Tielen            | Kerkstraat            | 51° 14′ 42″ nord, 4° 54′ 17″ est | 47388               | Téléverser                                      |
| (nl) De Koetsier                                        |                       |                                  | Tielen            | Kerkstraat 157        | 51° 14′ 58″ nord, 4° 54′ 32″ est | 47390               | Téléverser                                      |
| (nl) Gerestaureerd molenhuis                            |                       |                                  | Tielen            | Prijstraat 33         | 51° 15′ 10″ nord, 4° 53′ 24″ est | 47392               | Téléverser                                      |